# Jack in the Box (J-Hope)
Jack in the Box è il primo album in studio del rapper sudcoreano J-Hope, pubblicato il 15 luglio 2022.

## Antefatti e pubblicazione
Dopo aver pubblicato il suo primo mixtape, Hope World, il 2 marzo 2018, J-Hope non si è dedicato a progetti solisti per qualche tempo, dichiarando durante una diretta streaming a gennaio 2019 che "quest'anno, non posso prometterlo, ma potrei lavorare su delle nuove canzoni. Anche se fosse solo una o due"; alcuni mesi dopo è uscito il singolo Chicken Noodle Soup con Becky G. Ha iniziato a progettare il disco nel tempo libero venutosi a creare quando il Map of the Soul Tour dei BTS è stato posticipato e infine cancellato nel 2020 a causa della pandemia di COVID-19, e nel maggio 2021, parlando con Rolling Stone della probabilità di un secondo mixtape, ha raccontato che, anche se nulla era stato deciso, stava continuando a lavorare sulla sua musica, il cui stile sarebbe stato probabilmente più maturo rispetto a quello di Hope World, che era stato per lui una fonte di ispirazione e insegnamento. Dopo aver accantonato temporaneamente il disco per dedicarsi alle attività dei BTS, ha ricominciato a scriverlo a fine 2021, dopo il loro concerto a Los Angeles, lavorandoci ininterrottamente per un mese e mezzo.
Il 14 giugno 2022, i BTS hanno annunciato che in futuro si sarebbero dedicati maggiormente alle rispettive attività individuali, pubblicando album commerciali anziché mixtape gratuiti o non promossi, e che J-Hope sarebbe stato il primo di loro ad avviare una carriera solista. Il 25 giugno la Big Hit Music ha comunicato che il 15 luglio sarebbe uscito il suo primo album, Jack in the Box, anticipato il 1º luglio da un singolo dal titolo in quel momento non precisato. I pre-ordini sono stati avviati quello stesso giorno: il disco è stato reso disponibile digitalmente su piattaforme streaming e siti di musica, oltre che sulla app Weverse Album della Hybe, a cui è possibile accedere previo acquisto di un apposito codice QR contenuto in una scatola con del merchandise. Il 27 giugno è stato reso noto il titolo del primo singolo estratto, More, mentre l'8 luglio è stata svelata la tracklist, composta da dieci tracce, tra cui il secondo brano principale, Arson.
Il 12 dicembre 2022 è uscita un'edizione limitata in vinile, per la quale sono state prodotte soltanto le copie richieste in pre-ordine. Il 18 agosto 2022 è stata pubblicata l'edizione in CD, sottotitolata Hope Edition, con cinque tracce in più: tre live e due strumentali.
La cover dell'album, in stile pop art, è stata realizzata dall'artista statunitense Kaws e rappresenta J-Hope vestito con un completo bianco e nero a scacchi, seduto su delle mani dai colori vivaci.

## Descrizione
Jack in the Box è un album old school hip hop, il genere musicale che ha accompagnato J-Hope quando ballava e che ha definito "la mia base fondamentale", con elementi R&B e rock. Il titolo rimanda al mito del vaso di Pandora, al quale il rapper si è ispirato anche per scegliere il proprio pseudonimo, e che viene narrato in inglese da una voce femminile nella prima traccia, Intro, su un sottofondo di rintocchi e scariche statiche radiofoniche. Jack in the Box ha una durata di poco superiore ai 21 minuti, con la maggior parte delle tracce che ricade tra i 2 e i 3 minuti.
In un'intervista con Weverse Magazine poche settimane prima dell'annuncio dell'uscita dell'album, J-Hope ha espresso il desiderio di mostrare un lato di sé "estremamente oscuro, crudo", diverso dal suo tipico atteggiamento solare, attraverso i suoi nuovi progetti solisti. Ha spiegato che "ci sono delle cose che voglio dire, ma continuavo a sentire che, se le avessi fatte con lo stesso stile di sempre, non sarebbero venute bene. Se dovevo trasmettere le cose che volevo dire, avrei dovuto essere più oscuro". A Rolling Stone ha successivamente dichiarato: "Volevo che la gente si rendesse conto che J-Hope non si limita alle cose vivaci". Ha deliberatamente scelto di non includere né featuring, credendo che "riempire tutte queste canzoni con soltanto la mia voce avrebbe reso questo album molto autentico", né coreografie, per lasciare un'impressione diversa da quella consolidata.
Jack in the Box affronta i temi del successo, dell'umanità, della passione e dell'auto-distruzione, e ha due brani principali che li racchiudono: More e Arson. Il primo è un pezzo old school hip hop con influenze alt-rock in cui il rapper fa uso di screaming ed esprime la propria passione e ambizione a mostrare diversi aspetti di sé al mondo da dentro una scatola, segnando un marcato allontanamento, sia sonico che estetico, dall'atmosfera colorata di Hope World. Arson, invece, parla dell'incontro con la severità del mondo dopo essere uscito dalla scatola, e il rapper si interroga su cosa fare trovandosi davanti a un bivio. Parlando delle due tracce, J-Hope ha dichiarato: "Se More è una canzone che esprime la mia ambizione e la mia avidità che sorgono dalla scatola, Arson contiene le mie preoccupazioni su quali scelte farò in futuro nel momento in cui brucerò le mie passioni all'esterno della scatola".
Le prime tre tracce esaminano il passato e le origini del nome "J-Hope", mentre Stop i mali dell'umanità. La frase "avidità, invidia, rabbia, gelosia" in Pandora's Box ha lo stesso ritmo e flow del verso "guerra, droghe, omicidio, terrore" da 1996, When They Conquered the World dei Seo Taiji and Boys. Dopo l'interludio strumentale Music Box: Reflection, che combina un respiro affannoso alla melodia di un carillon e a bordoni di basso, l'album assume toni più trionfanti e luminosi. = (Equal Sign) chiede di trattare le persone con gentilezza, celebrando la diversità e invitando a combattere contro le disuguaglianze; What If…, che campiona Shimmy Shimmy Ya di Ol' Dirty Bastard, riflette sulla dicotomia tra l'immagine pubblica di J-Hope e il suo vero sé; nel pezzo R&B mid-tempo Safety Zone l'artista cerca un posto sicuro dove potersi rilassare, mentre Future ha un'atmosfera "ottimista".

## Promozione
Il giorno prima dell'uscita, J-Hope ha organizzato un listening party privato al quartier generale della Hybe a Yongsan, Seul. Hanno partecipato, tra gli altri, i membri dei BTS Jin, RM, Jimin, V e Jung Kook, il presidente e produttore Bang Si-hyuk, rapper e ballerini come Tiger JK, Yoon Mi-rae, Uhm Jung-hwa, Heize, Jessi, Hyuna, Sunmi, Simon Dominic, Loco e Sokodomo. L'artista ha inoltre rilasciato interviste a Rolling Stone, W Korea, Consequence e Variety.
Il 28 luglio è apparso nello show YouTube della cantante IU, IU's Palette, dove ha eseguito Safety Zone e hanno duettato su Equal Sign. Il 31 luglio è stato ospite principale dell'ultima serata del Lollapalooza a Chicago, diventando il primo artista sudcoreano a fare da headliner a un festival musicale statunitense, che ha segnato anche la prima esibizione solista live della sua carriera. La performance, della durata di un'ora, ha incluso un totale di 18 canzoni, tra Chicken Noodle Soup, eseguita con Becky G, e pezzi tratti da Hope World, Jack in the Box e il repertorio dei BTS. L'8 agosto ha presentato l'album al programma radiofonico di SBS Radio Power FM Park So-hyun's Love Game, mentre il 10 agosto a Kim Ea-na-ui byeor-i binnaneyn bam-e su MBC Radio.
Il 17 febbraio 2023 è stato distribuito, attraverso Weverse e Disney+, il documentario J-Hope in the Box, che copre l'arco temporale dei circa 200 giorni che sono serviti alla creazione dell'album e alla preparazione all'esibizione al Lollapalooza.

## Accoglienza
| Recensione           | Giudizio |
| -------------------- | -------- |
| AllMusic             |          |
| Clash                | 7/10     |
| Evening Standard     |          |
| IZM                  |          |
| NME                  |          |
| Rolling Stone        |          |
| The Line of Best Fit | 8/10     |

Rhian Daly di NME ha elogiato l'album, scrivendo che "scorre in un modo che lo trasforma in un piacere da godersi dall'inizio alla fine piuttosto che immergersi nelle canzoni a caso" e "prende il J-Hope che il mondo è arrivato a conoscere e amare negli ultimi nove anni e gli dà fuoco. Dalle ceneri, però, sorge una stella più elettrizzante e formidabile che mai e apparentemente inarrestabile". Ha scelto Arson come pezzo più riuscito, definendolo "una conclusione magistrale e avvincente al disco che ti implora di premere play più e più volte". Abbie Aitken di Clash ha apprezzato la sperimentazione con generi solitamente non affrontati dall'artista, "creando un secondo album che si affianca completamente al suo sound precedente", notando comunque la comparsa a tratti di "scorci di splendore spesso associati a J-Hope" nonostante un inizio "estremamente oscurato". Per Maura Johnston di Rolling Stone, "Jack in the Box è breve [...] ma potente, con la curiosità musicale e la destrezza di J-Hope al microfono che aiutano a creare un mondo immersivo che mostra la vita interiore di una persona che appare in moltissime fotografie, ma che potrebbe non sentirsi sempre completamente vista". Secondo Ashlee Mitchell della Recording Academy, con l'album "J-Hope è passato a un nuovo livello d'arte che trascende qualunque limite che gli è stato precedentemente imposto", mentre per Neil Z. Yeung di AllMusic "offre profondità emotiva ed energia irresistibile" mettendo in primo piano "la sua aggressività, il suo modo di parlare roco, e le battute scioglilingua" e "bilanciando ottimismo temperato (Stop), speranza di cambiamento (= [Equal Sign]) e conforto (Safe Zone) con la contemplazione della fama (l'esplosiva More) e il suo posto in un mondo distrutto (l'ossessionante Pandora's Box)".
Jochan Embley dell'Evening Standard ha lodato l'esecuzione vocale "che si rimodella costantemente mentre passa quasi impercettibilmente tra coreano e inglese", mentre ha reputato che, a causa della durata inferiore ai 22 minuti, "finisce per sembrare più una prova di concetto che un album completamente realizzato". Di opinione simile Jang Jun-hwan di IZM, per cui risulta "piuttosto frettoloso e scarno".
Jack in the Box è stato inserito in posizione 9 nella top 100 degli album più belli del 2022 stilata da Rolling Stone, che l'ha indicato come un "debutto ringhioso, infinitamente creativo". In un'analoga top 50 di NME è figurato 42º: la rivista ha scritto che nell'opera J-Hope "si è rivolto verso un'oscura introspezione [...] con risultati innegabilmente brillanti e che danno dipendenza".  Per Rolling Stone India è stato l'album coreano di hip hop e R&B migliore dell'anno, mentre per Billboard l'11º album K-pop più bello del 2022, dotato di "un sound coeso e una storia su ciò che lo muove interiormente". Dazed ha inserito More in posizione 15 nella top 40 delle canzoni K-pop migliori del 2022.

## Tracce
1. Intro – 0:58 (Evan, Hybe)
2. Pandora's Box – 2:36 (J-Hope, Ghstloop, Supreme Boi)
3. More – 3:00 (J-Hope, Ivan Jackson Rosenberg)
4. Stop (세상에 나쁜 사람은 없다?, Sesang-e nappeun saram-eun eopdaLR; lett. "Nel mondo non ci sono persone cattive") – 2:02 (J-Hope, Michael Volpe)
5. = (Equal Sign) – 1:54 (J-Hope, Scoop Deville, Melanie Joy Fontana, Lindgren)
6. Music Box: Reflection – 1:10 (Pdogg)
7. What If... – 2:16 (J-Hope, Dwayne Abernathy Jr., R. Jones, R. Diggs)
8. Safety Zone – 2:45 (J-Hope, Pdogg)
9. Future – 2:19 (J-Hope, Ivan Jackson Rosenberg, Mitch Conwell)
10. Arson (방화?, BanghwaLR) – 2:39 (J-Hope, Michael Volpe)

Tracce aggiuntive della Hope Edition
1. = (Equal Sign) (Lollapalooza ver.) – 2:07 (J-Hope, Scoop Deville, Melanie Joy Fontana, Lindgren)
2. Stop (Lollapalooza ver.) – 2:15 (J-Hope, Michael Volpe)
3. Future (Lollapalooza ver.) – 4:18 (J-Hope, Ivan Jackson Rosenberg, Mitch Conwell)
4. More (Instrumental) – 2:58 (J-Hope, Ivan Jackson Rosenberg)
5. Arson (Instrumental) – 2:39 (J-Hope, Michael Volpe)

## Formazione
- J-Hope – voce, scrittura (tracce 2-5, 7-15), arrangiamento rap (tracce 2-5, 7-10), registrazione (tracce 2-5, 7-10), arrangiamento voce (traccia 5)
- Dwayne Abernathy Jr. (Dem Jointz) – produzione (traccia 7), scrittura (traccia 7), strumentazione (traccia 7), tastiera (traccia 7), sintetizzatore (traccia 7)
- Brasstracks – produzione (tracce 3, 9, 13-14)
- Bobby Campbell – missaggio (traccia 7)
- Rick Carter – campione voce fuori campo (traccia 4)
- Clams Casino – produzione (tracce 4, 10, 12, 15)
- Tim Chantarangsu – campione voce fuori campo (traccia 4)
- Mitch Conwell – scrittura (tracce 9, 13)
- Scoop Deville – produzione (tracce 5, 11), scrittura (tracce 5, 11)
- R. Diggs – scrittura (traccia 7)
- Evan – produzione (traccia 1), scrittura (traccia 1), tastiera (traccia 1), sintetizzatore (traccia 1), editing digitale (tracce 1, 7)
- Fatherdude – campione vocale (traccia 9)
- Melanie Joy Fontana – scrittura (tracce 5, 11), controcanto (traccia 5)
- Jonathon Garcia – assistenza al missaggio (tracce 2, 8, 10)
- Chris Gehringer – mastering
- Ghstloop – produzione (traccia 2), scrittura (traccia 2), tastiera (traccia 2), sintetizzatore (traccia 2), editing digitale (tracce 2-5, 7-10)
- Hybe – scrittura (traccia 1)
- Ivan Jackson – strumentazione (traccia 9)
- R. Jones – scrittura (traccia 7)
- Jaycen Joshua – missaggio (tracce 3, 14)
- Jung Woo-young – missaggio (traccia 4)
- Jaicko Lawrence – controcanto (traccia 8), registrazione (traccia 8)
- Lee Yeon-soo – editing digitale (traccia 1)
- Ken Lewis – missaggio (tracce 2, 8, 10, 15)
- Jonathan Linav – tastiere/programmazione aggiuntive (tracce 11-13)
- Lindgren – scrittura (tracce 5, 11), registrazione (traccia 5)
- Rachanee Lumanayo – narrazione (traccia 1), registrazione (traccia 1)
- Park Jin-se – missaggio (traccia 6)
- Pdogg – produzione (tracce 6, 8), scrittura (tracce 6, 8), produzione aggiuntiva batteria (tracce 3, 14), chitarra (tracce 3, 14), tastiera (tracce 6-8), sintetizzatore (tracce 6, 8), editing digitale (tracce 8-9), produzione aggiuntiva (traccia 9), registrazione(traccia 9)
- Clemons Poindexter IV – batteria (tracce 11-13)
- Asaf Rodeh – produzione (tracce 11-13), arrangiamento live (tracce 11-13), basso (tracce 11-13)
- Ivan Jackson Rosenberg – scrittura (tracce 3, 9, 13-14), tutti gli altri strumenti (tracce 3, 14)
- Jackson Shepard – chitarra (tracce 11-13)
- Summergal – editing digitale (tracce 4-5, 10)
- Supreme Boi – scrittura (traccia 2), arrangiamento rap (tracce 2-3, 10), registrazione (tracce 3, 10)
- Michael Volpe – scrittura (tracce 4, 10, 12, 15)
- Carrice Whitley – tastiera (tracce 11-13)
- Yang Ga – missaggio (tracce 5, 9, 11-13)
- Yeonum Children's Choir (Jeong Ji-woo, Lee Hyo-joon, Cho Yong-chan) – coro (traccia 9)

## Successo commerciale
In Corea del Sud l'album si è posizionato terzo nella classifica settimanale della 31ª settimana del 2022, vendendo 472 385 copie nel corso del mese di luglio. Ha raggiunto un nuovo picco in seconda posizione durante la 33ª settimana del 2023 con l'uscita della Hope Edition, di cui ha venduto 580 428 copie nei primi sette giorni.
In Giappone sono state scaricate 2 439 copie digitali nel periodo 11-17 luglio 2022.
Negli Stati Uniti, Jack in the Box è entrato nella Billboard 200 in posizione 17 grazie a 25 000 unità, di cui 10 000 download digitali. Un anno dopo ha raggiunto un nuovo picco in posizione 6 grazie a 50 000 unità della Hope Edition. More e Arson hanno esordito sulla Billboard Hot 100 nelle loro settimane d'uscita, rispettivamente alla 82ª e alla 96ª posizione. More ha segnato il secondo ingresso solista di J-Hope nella classifica dopo Chicken Noodle Soup.

## Classifiche

### Classifiche settimanali
| Classifica (2022-2023) | Posizione massima |
| ---------------------- | ----------------- |
| Australia              | 27                |
| Austria                | 18                |
| Belgio (Fiandre)       | 36                |
| Belgio (Vallonia)      | 36                |
| Canada                 | 43                |
| Corea del Sud          | 2                 |
| Finlandia              | 3                 |
| Francia                | 7                 |
| Germania               | 29                |
| Giappone               | 3                 |
| Italia                 | 93                |
| Lituania               | 3                 |
| Nuova Zelanda          | 30                |
| Polonia                | 3                 |
| Regno Unito            | 67                |
| Spagna                 | 32                |
| Stati Uniti            | 17                |
| Svizzera               | 17                |

### Classifiche di fine anno
| Classifica           | Posizione |
| -------------------- | --------- |
| Corea del Sud (2022) | 37        |
| Corea del Sud (2023) | 45        |

## Riconoscimenti
- Golden Disc Award[74]
  - 2023 – Candidatura Bonsang (sezione album)
- Seoul Music Award[75]
  - 2023 – Candidatura Bonsang